# Somebody Told Me
"Somebody Told me" é uma canção da banda americana de rock The Killers. A canção está incluída no álbum de estréia do grupo intitulado Hot Fuss e foi escrito por Dave Keuning, Ronnie Vannucci Jr., Mark Stoermer e Brandon Flowers.
O vocalista Brandon Flowers se refere esta canção como "Nossa Las Vegas influenciou as canção do álbum. Sin city, The Strip. É onde eu cresci, e claro isso influência as músicas que eu escrevo. Essa música tem muita energia sexual."
Quando The Killers primeiramente começou, a sua música era pouco notado pelo público e pelos meios de comunicação, razão pela qual "Somebody Told Me" foi lançado duas vezes em formas um pouco diferentes. O primeiro, com a capa do CD com fundo cor-de-rosa, é a mais rara versão do single como foi o primeiro lançamento dela, devido às baixas vendas, foram poucos os produzidos. Quando re-lançado, a capa ostentou uma cor de fundo azul na capa do CD e é a versão mais comum do single.
A canção alcançou a 51ª posição na Billboard Hot 100, a princição parada musical dos Estados Unidos. A edição re-lançada com a capa azul do single alcançou a 3ª posição no Reino Unido. Na Austrália, a canção ficou em 4º no Triple J's Hottest 100 de 2004.
Em 2009, numa votação da rádio britânica XFM , ficou na 18ª posição na lista das "100 Maiores Canções de Todos os Tempos".

## Faixas
- Versão original britânica

CD
1. "Somebody Told Me" (Flowers / Keuning / Stoermer / Vannucci)
2. "Under the Gun" (Flowers / Keuning)
3. "The Ballad of Michael Valentine" (Flowers / Keuning)

7 "
1. Somebody Told Me"
2. The Ballad of Michael Valentine"

- Re-lançamento no Reino Unido

CD1
1. "Somebody Told Me"
2. "Show You How" (Flores)

CD2
1. "Somebody Told Me"
2. "Somebody Told Me" (Mylo Mix)
3. "Somebody Told Me" (King Unique Vocal Mix)
4. "Somebody Told Me" (U-MYX)

12"
1. "Somebody Told Me" (Mylo Mix)
2. "Somebody Told Me "(The Glimmers GypoRock Mix)

## Paradas musicais
| Paradas (2004)                             | Melhor posição |
| ------------------------------------------ | -------------- |
| Austrália (ARIA Charts)                    | 17             |
| Áustria (Ö3 Austria Top 40)                | 24             |
| Dinamarca (Hitlisten)                      | 6              |
| França (SNEP)                              | 24             |
| Irlanda (IRMA)                             | 9              |
| Itália (FIMI)                              | 31             |
| Nova Zelândia (RIANZ)                      | 13             |
| Suíça (Media Control AG)                   | 16             |
| Reino Unido (Official Charts Company)      | 3              |
| Reino Unido (UK Indie Chart)               | 1              |
| Estados Unidos (Billboard Hot 100)         | 51             |
| Estados Unidos (Billboard Adult Pop Songs) | 17             |
| Estados Unidos (Alternative Songs)         | 3              |
| Estados Unidos (Pop Songs)                 | 24             |